# عقد اللولو (فلم)
عقد اللولو فيلم سوري انتج في الستينات من القرن الماضي للثنائي دريد لحام ونهاد قلعي.

## قصة الفيلم
(سالم) مزرع بسيط يحب بنت قريته (بدور) ويريد الزواج منها كما يوجد بعض الطماعين في أرضه، تقع في يديه رساله يظن أنها مكتوب إلى حبيبته لكن الحقيقة أنها مكتوبة من حبيبته والحقيقة إن كاتبها هو غوار الذي يعود من المهجر، وقد حمل عقد اللولو من أجل حبيبته. تدور مشاجرة بين سالم وبين خصمه الإقطاعى الشرس حول الأرض التي يمتلكها تقف بدور إلى جوار سالم. يقوم غوار بأهداء عقد اللولو إلى بدور في ليلة زفافها على سالم.

## طاقم العمل

### العمليات الفنية
- إنتاج : نادر الأتاسي
- قصة : دريد لحام ونهاد قلعي
- إدارة الإنتاج : محمود النمير ومحمود المصري
- مونتاج: اميل بحري
- مدير التصوير : محمد الرواس
- ديكور: سعيد النابلسي
- مساعد إخراج : خلدون المالح
- إخراج : يوسف معلوف
- شركة ستديو سيريا - دمشق / سوريا

### بطولة
- دريد لحام: غوار الطوشة
- نهاد قلعي: فرحان بيك
- صباح: بدور
- فهد بلان: سالم
- ملك سكر: هدى
- صبري عياد: أبو زيد
- المطربة يسرى البدوية
- أحمد عداس
- محمد العقاد
- أنطوان زخور
- أحمد تاج الدين[2]

## روابط خارجية
- مقالات تستعمل روابط فنية بلا صلة مع ويكي بيانات